# Organisation sportive sud-américaine
L'Organisation sportive sud-américaine (espagnol : organización deportiva suramericana ou ODESUR) est une association de comités nationaux olympiques d'Amérique du Sud. Elle gère l'organisation des Jeux sud-américains, des Jeux sud-américains de la jeunesse et des Jeux sud-américains de plage.
Fondée le 27 mars 1975, son premier congrès se déroule le 26 mars 1976 à La Paz avec la participation de l'Argentine, la Bolivie, le Chili, le Paraguay et le Pérou.

## Pays-membres
Les pays-membres de l'ODESUR, au nombre de quinze, sont : les Antilles néerlandaises, l'Argentine, Aruba, la Bolivie, le Brésil, le Chili, la Colombie, l'Équateur, la Guyana, le Panama, le Paraguay, le Pérou, le Suriname, l'Uruguay et le Venezuela.

## Présidents de l'ODESUR
La liste suivante montre les différents présidents de l'ODESUR depuis sa création en 1976 :
| Période        | Président             | Pays      |
| -------------- | --------------------- | --------- |
| De 1976 à 1982 | José Gamarra Zorrilla | Bolivie   |
| De 1982 à 1986 | Antonio Rodríguez     | Argentine |
| De 1986 à 1988 | Juan Carlos Esguep    | Chili     |
| De 1988 à 1994 | Raúl Gamboa           | Pérou     |
| De 1994 à 1998 | Sabino Hernández      | Venezuela |
| De 1998 à 2003 | Antonio Rodríguez     | Argentine |
| De 2003 à 2017 | Carlos Arthur Nuzman  | Brésil    |
| Depuis 2018    | Camilo López          | Paraguay  |